# Pseudoholophylla cavifrons
Pseudoholophylla cavifrons är en skalbaggsart som beskrevs av Lea 1919. Pseudoholophylla cavifrons ingår i släktet Pseudoholophylla och familjen Melolonthidae. Inga underarter finns listade i Catalogue of Life.